# Profesor ayudante doctor
Un profesor ayudante doctor (abreviado como PAD o PAYUD), en el sistema universitario español, es un profesor e investigador de Universidad con contrato laboral de entre tres y cinco años y dedicación a tiempo completo. En total, el profesor sólo puede permanecer contratado un máximo de 8 años en las figuras de profesor ayudante y profesor Ayudante Doctor (4 años cada contrato más 1 año de prórroga que se puede emplear en uno de los dos tipos de contrato). Para acceder a este contrato es imprescindible ser doctor, haber obtenido la acreditación positiva para la figura de ayudante doctor por parte de la ANECA o de la agencia de acreditación de la Comunidad Autónoma en la que se encuentre la Universidad en la que se pretende trabajar, y ganar un concurso de plaza  público, que formalmente es trasparente y abierto.
En el sistema catalán se denomina profesor lector.